# Pousada de Baucau

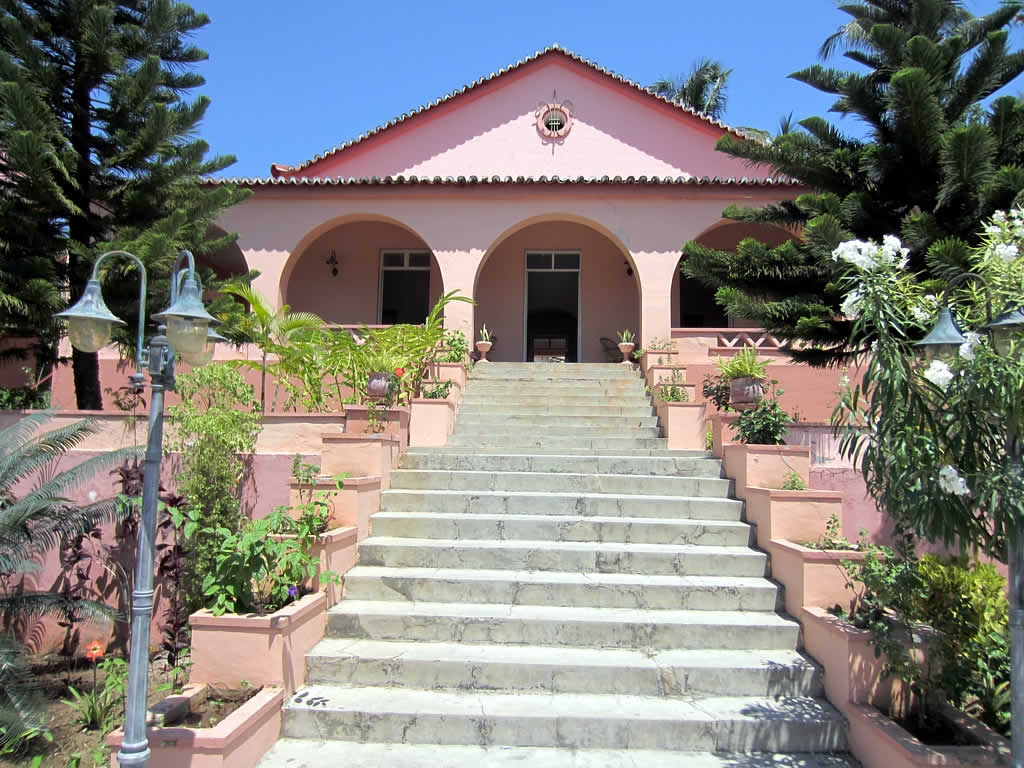
Pousada de Baucau.

A Pousada de Baucau é um albergue situado na cidade de Baucau (Suco Bahu, Escritório de Administração de Baucau, comunidade Baucau), Timor-Leste. Durante a ocupação indonésia, o hotel recebeu o nome de Flamboyan Hotel (outra grafia: Hotel Flamboyant ).

## Arquitetura
A pousada é um complexo de cor rosa e conta com três edifícios na cidade velha cujo restaurante tem vista para o mar.

## História

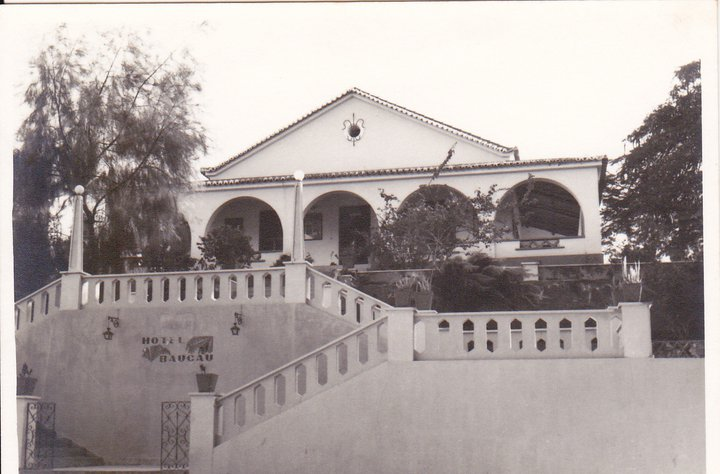
A pousada em 1970.

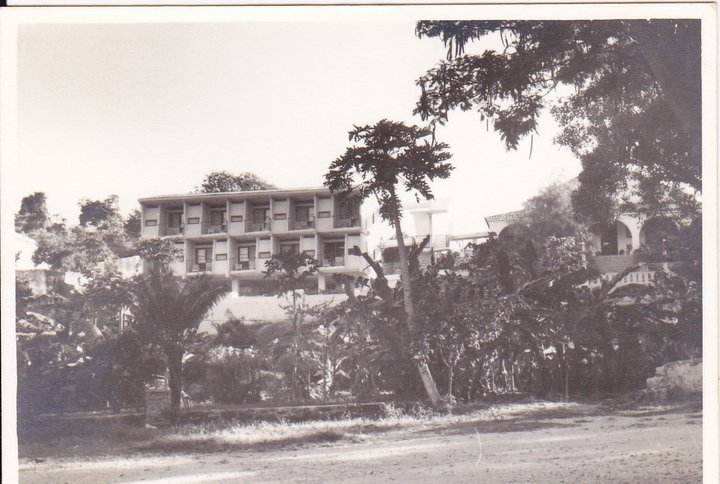
Edifício principal em 1970.

Durante o período colonial português, a pousada foi construída em solo considerado sagrado para os timorenses animistas . Em 1959, o dono da propriedade Venâncio Boavida vendeu a propriedade ao empresário português José Ricardo por cerca de 100.000 dólares. ele então construiu albergue inicialmente com o nome Estalagem de Santiago  junto com uma fábrica de sabão.
Durante a tentativa de golpe da UDT em Agosto de 1975, levaram dois centros de detenção para o sub-distrito de Baucau. Um foi parar na Pousada de Baucau e o outro foi para uma fábrica de arroz em Bahu. Em sua maioria, os prisioneiros foram mantidos na pousada apenas por alguns dias, onde foram interrogados por líderes locais da UDT. Após o interrogatório eles foram levados para a fabrica de arroz. Um total de 30 combatentes da FRETILIN foram detidos aqui. Eles relataram abusos e tortura. Segundo eles, a tortura consistiam em espancamentos e chicotadas. Após a vitória da FRETILIN, os apoiantes da UDT e do APODETI foram detidos em ambos os locais. Os militantes da UDT e APODETI também relataram casos de espancamentos.
Em 9 de dezembro de 1975, os indonésios ocuparam Baucau. Após a invasão, o hotel se tornou inicialmente um quartel indonésio. A pousada foi renomeada como Flamboyan Hotel após a ação militar Flamboyan ser completada com sucesso. A fábrica de sabão tornou-se um depósito de munição e  uma penitenciária. Entre 1975 e 1979, cerca de 80 prisioneiros, incluindo crianças e mulheres grávidas, foram presos aqui. Especialmente entre 1975 e 1976, muitos prisioneiros desapareceram. Os presos foram torturados de várias maneiras, por exemplo, foram imersos na piscina próxima o prédio. A prisão foi realocada em 1989, mas até 1999 o hotel era usado como quartel e abrigo para os militares do exercito, suas famílias e convidados. Eventos oficiais também foram realizados aqui.
A Pousada de Baucau apenas voltou a ser um hotel em 13 de maio de 2002,  atualmente conta com quartos disponíveis e restaurante especializado na gastronomia portuguesa. Ele também é o maior e mais caro hotel da cidade. O ambiente é francamente luxuoso para os padrões timorenses e uma noite custa em média US$ 65.

## A greve de 1971

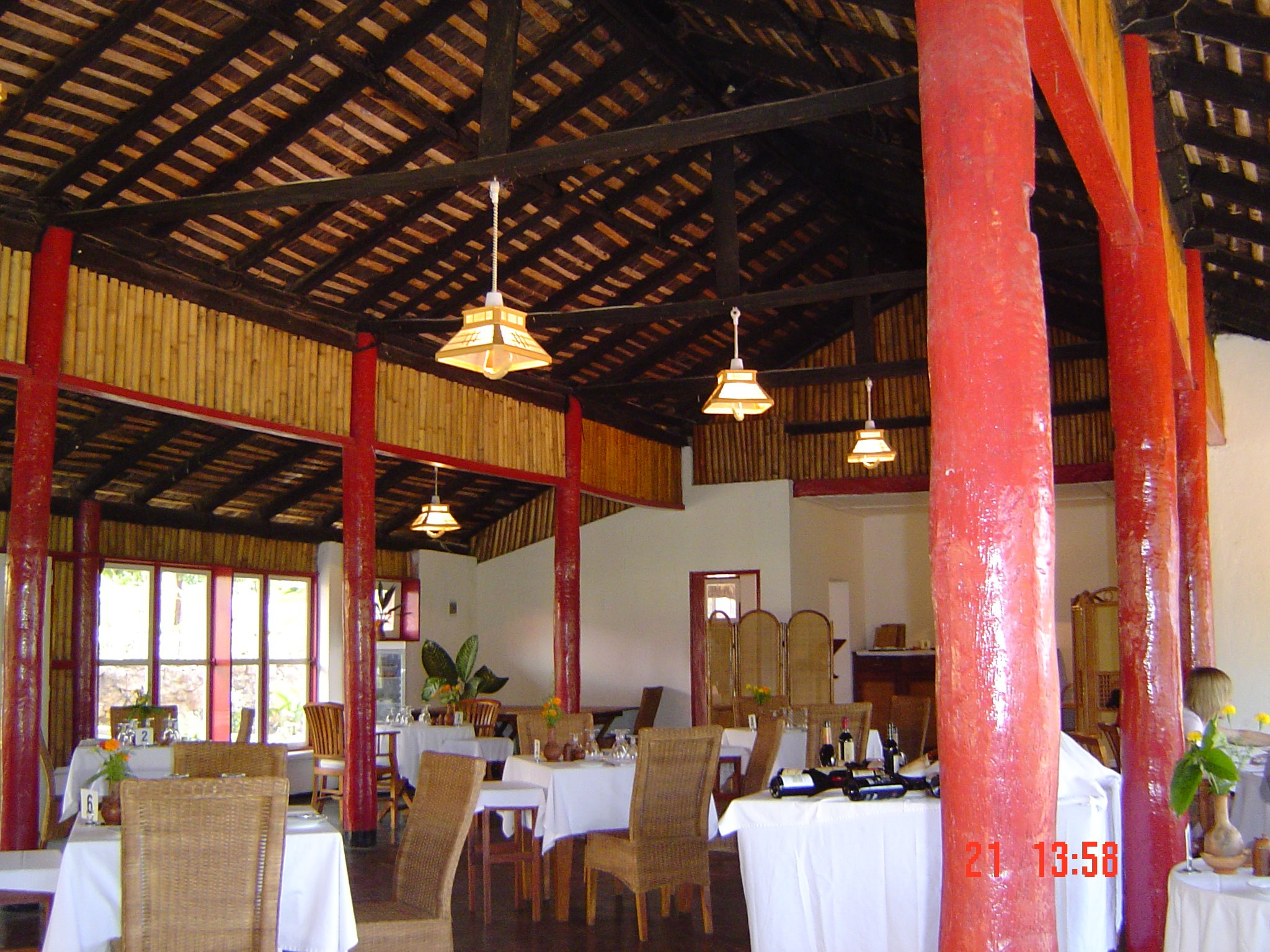
Restaurante da Pousada.

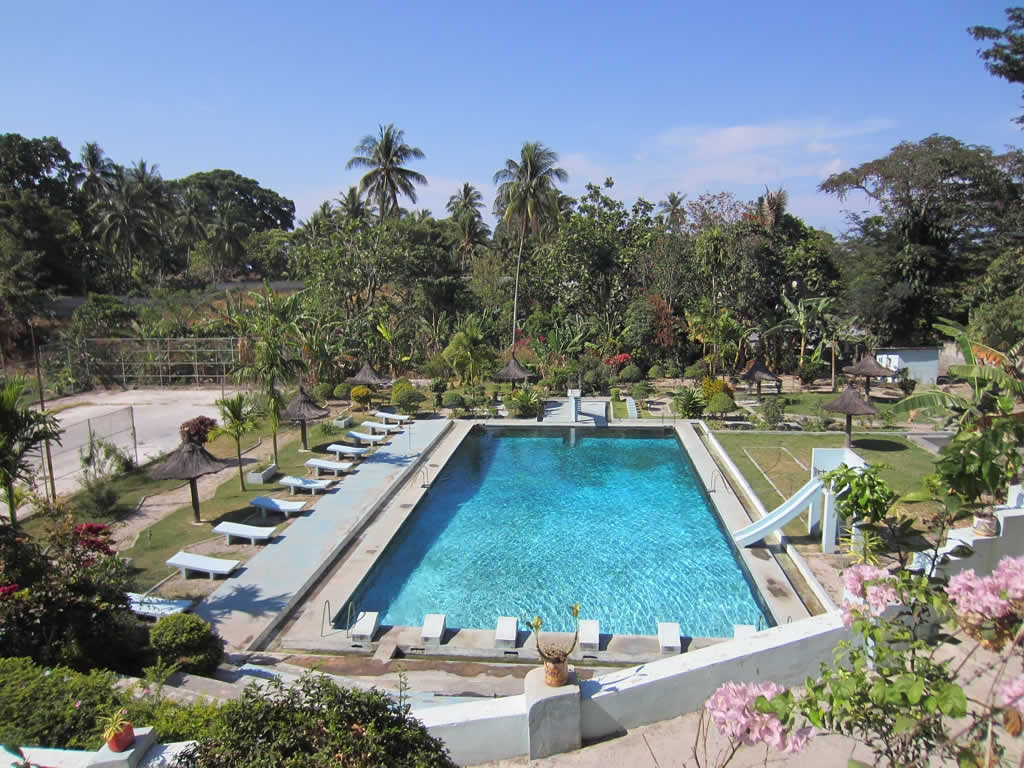
Piscina.

Em 1971, José Maria Vasconcelos conseguiu um emprego na Pousada de Baucau. Apenas um ano depois, ele organizou a primeira greve do hotel contra o emprego era injusto e a qualidade do trabalho era lamentável. Vasconcelos exigiu aumentos salariais, melhor alimentação e respeito aos funcionários. Ele não alcançou seus objetivos. Vasconcelos atribuiu este fato a parcialidade do tribunal de Dili na época que foi favorável aos seus empregadores. Mais tarde Vasconcelos lutou sob o nome de Taur Matan Ruak como membro da FRETILIN contra os ocupantes indonésios. De 2002 a 2011, foi o primeiro comandante em chefe das Forças de Defesa de Timor Leste, presidente do Timor-Leste de 2012 a 2017 e primeiro-ministro desde 2018.